# Le Choix des armes
Le Choix des armes (prt A Escolha das Armas) é um filme francês de 1981, do gênero drama policial, dirigido por Alain Corneau e estrelado por Yves Montand, Catherine Deneuve e Gerard Depardieu.